# Rânghilești-Deal
Rânghilești-Deal – wieś w Rumunii, w okręgu Botoszany, w gminie Santa Mare. W 2011 roku liczyła 500 mieszkańców.